# 70
| [ Edytuj tabelę ] |                                             |
| Cesarz Chin       | - 57 Han Mingdi 75                          |
| Władca Korei      | - 53 T’aejodae 146                          |
| Król Nabatei      | - 40 Malichus II 70 - 70 Rabel II Soter 106 |
| Papież            | - 67 Linus 79                               |
| Król Partów       | - 51 Wologazes I 78                         |
| Cesarz Rzymu      | - 69 Wespazjan 79                           |

Rok 70 / LXX
stulecia: I wiek p.n.e. ~
I wiek ~
II wiek

lata: 60 «
65 «
66 «
67 «
68 «
69 «
70
» 71
» 72
» 73
» 74
» 75
» 80

## Wydarzenia
- 10 maja – wojna żydowska: Rzymianie rozpoczęli oblężenie Jerozolimy.
- 30 maja – wojna żydowska: podczas oblężenia Jerozolimy wojska rzymskie przebiły się przez drugi z trzech murów obronnych.
- 4 sierpnia – wojna żydowska: wojska rzymskie pod dowództwem Tytusa Flawiusza Wespazjana zdobyły i splądrowały Świątynię Jerozolimską.

- Chrześcijaństwo dotarło do Aleksandrii (data sporna lub przybliżona).
- Powstała Ewangelia Marka (data sporna lub przybliżona).
- Juliusz Cywilis poniósł klęskę.
- Lex de imperio Vespasiani w Rzymie.

## Zmarli
- 30 listopada – św. Andrzej Apostoł
- św, Bartłomiej Apostoł